# Slovenské Krivé
Slovenské Krivé es un municipio del distrito de Humenné en la región de Prešov, Eslovaquia, con una población estimada a final del año 2024 de 123 habitantes.
Se encuentra ubicado al sureste de la región, cerca de los ríos Cirocha y Laborec (cuenca hidrográfica del río Tisza) y de la frontera con la región de Košice.

## Demografía
| Año        | 1994 | 2004    | 2014    | 2024    |
| ---------- | ---- | ------- | ------- | ------- |
| Población  | 129  | 139     | 126     | 123     |
| Diferencia |      | +7,75 % | −9,35 % | −2,38 % |

| Año        | 2023 | 2024    |
| ---------- | ---- | ------- |
| Población  | 121  | 123     |
| Diferencia |      | +1,65 % |